# Болинги, Жонатан
Жоната́н Болинги́ Мпанги́ Мерикани́ (фр. Jonathan Bolingi Mpangi Merikani; 30 июня 1994, Киншаса) — конголезский футболист, нападающий сербского клуба «Воеводина». Участник Кубка африканских наций 2017 и 2019.

## Клубная карьера
Болинги — воспитанник конголезского клуба «КС Дон Боско Лубумбаши». В 2012 году в составе клуба он стал обладателем Кубка ДР Конго и помог команде выйти в чемпионат ДР Конго. В сезоне 2013/14 он выступал «Джомо Космос» из южноафриканского второго дивизиона. В 2014 году он вернулся в Демократическую Республику Конго и стал футболистом «ТП Мазембе». Он дважды становился чемпионом ДР Конго, а также выиграл африканскую Лигу чемпионов с этим клубом в 2015 году, благодаря чему смог сыграть на клубном чемпионате мира. Он сыграл в проигранном матче четвертьфинала с «Санфречче Хиросимой». В 2016 году Болинги с клубом из Лубумбашион выиграл Суперкубок Африки, а затем и Кубок конфедераций.
В 2017 году Болинги переехал в Европу в бельгийский «Стандард». Он сыграл шесть игр в первой команде «Стандарда». Летом 2017 года его отдали в аренду клубу «Мускрон». После своего первого полного сезона в бельгийской лиге Жюпилер его продали в «Антверпен», где он подписал четырёхлетний контракт.
3 сентября 2019 года снова был отдан в аренду на один сезон клубу «Эйпен». 29 октября 2019 года Болинги забил свои первые голы за новый клуб в ворота «Кортрейка».

### Международная
15 октября 2014 года он дебютировал в сборной ДР Конго в матче с Кот-д’Ивуаром, который закончился победой 4:2. Болинги принял участие в чемпионате африканских наций 2016 года. Он забил гол в финале против Мали. Болинги также по участвовал на Кубке африканских наций 2017 года.
Летом 2019 года на Кубке африканских наций в Египте, Болинги был вызван в состав своей национальной сборной. В третьем матче против Зимбабве отличился забитым голом на 4-й минуте, команда победила со счётом 4:0. Всего за сборную Болинги провёл 30 матчей и забил 8 мячей.

## Личная жизнь
Жонатан Болинги — сын Мпанги Мерикани, бывшего вратаря сборной Заира, в которой он играл в 1986—1996 годах. Мпанги Мерикани участвовал в Кубке африканских наций в 1988, 1992 и 1996 годах.